# Indeep
Indeep foi uma banda estaduninende da década de 80 baseado nos ritmos do R&B/new wave. Seu principal hit é "Last Night A DJ Saved My Life".

## História
O grupo foi liderado pelo cantor e compositor Michael Cleveland, e mais tarde, os backing-vocals do grupo foram feitas por duas cantoras: Réjane Magloire e Rose Marie Ramsey.
"Last Night A DJ Saved My Life" foi gravado em 1982 pela Sound of New York/Becket Records (SNY-5102) e em 1983, foi escolhida no Top 10 das melhores músicas afro-americanas (R&B), ocupando o 2º lugar. O próximo single, "When Boys Talk", fez tanto sucesso quanto Last Night A DJ Saved My Life - pôs o grupo em primeiro lugar várias vezes nos Estados Unidos. Mariah Carey, em 2001, fez uma regravação do single mais conhecido deles, Last Night A DJ Saved My Life, que saiu em seu disco intitulado Glitter, e ficou na colocação de número 25 na Espanha nos hits daquele ano.

## Discografia

### Álbuns de estúdio
- Last Night A DJ Saved My Life (1982)
- Pajama Party Time (1984)
- The Collection (1991)

### Singles
- "Last Night A DJ Saved My Life" (1982) (US R&B #10, US Club #2, UK #13, IRL #18)
- "When Boys Talk" (1983) US R&B #32, US Club #16, UK #67
- "Buffalo Bill" (1983) US R&B #81
- "The Record Keeps Spinning" (1983) US Black #45
- "The Rapper" (1984)
- "The Night the Boy Learned How to Dance" (1984)